# Hendrick Heuck
Hendrick Heuck (* um 1600 in Roermond; † 1677 in Nijmegen) war neben Pieter Gabriels Croon aus Zegwaard (Zoetermeer) 1657 Erfinder der Gierseilfähre (Gierponte, Gierbrug).
Heuck wollte in Nimwegen den Verkehr über den breiten Fluss Waal erleichtern und hat das Konzept weiterentwickelt und angewandt. Sie wurde Zeldenrust benannt und erst 1936 durch zwei Waalbrücken ersetzt.